# Герхард Ханапи
Герхард Ханапи (на немски: Gerhard Hanappi) (16 февруари 1929, Виена, Австрия – 23 август 1980, Виена, Австрия) е австрийски футболист и архитект. Способен да играе на всякаква позиция, той играе като ляв краен защитник за националния отбор на Австрия на Световното първенство през 1954 година в Швейцария, където страната му заема трето място. Легенда на австрийския Рапид Виена, като преди това е играл единствено за Адмира Вакер.
След като прекратява футболната си кариера започва да се занимава с архитектура, като неговият най-голям проект е строежа на стадиона на Рапид Виена, който е прекръстен на негово име, след като Герхард Ханапи умира през 1980 г. от рак.